# کوکوتای
کوکوتای (به ژاپنی: 国体, Kokutai) یا تنّوئیزم عبارت است از اعتقاد به امپراتور ژاپن (تنّو) به عنوان تجسد زندهٔ الهه خورشید و از این قرار به مثابهٔ تجلی یا ظهور حقیقت مطلق. پرستش امپراتور یکی از قدیمی‌ترین سنت‌های مردم ژاپن بوده‌است و تاریخ آن به قرون نخست مسیحیت برمی‌گردد، و زمانی که طایفه یاماتو نخستین بار زمام امور ملت را در دست گرفت. امپراتور نه تنها فرمانروا و بلکه رئیس مذهب ملت، و همچنین واسطهٔ اصلی بین ملت ژاپن و الهه خورشید به شمار می‌آمد. بنابر روایات و اساطیر تاریخی، وی مستقیماً از اخلاف خدایانی بود که ژاپن و کائنات را خلق کرده بودند و لذا کیش پرستش امپراتور که اعتقادات کنفوسیوسی در باب وفاداری نسبت به نیاکان، باعث تقویت آن شده‌بود، در سرتاسر ژاپن گسترش پیدا کرد.
در خلال سال‌های پر تلاطم عصر تاریکی تاریخ ژاپن، توجه چندانی به امر پرستش امپراتور وجود نداشت و خانوادهٔ سلطنتی که در چنگال قدرت دیکتاتورهای نظامی اسیر بود، غالباً در گمنامی و فقر زندگی می‌کرد. مسیر حوادثی که به دوران احیاء و اعادهٔ میجی منجر شد علاقه و توجه مردم به شینتو و حکومت پادشاهی را از نو بیدار ساخت و امپراتور به صورت مظهر و نقطهٔ حرکت نیروهایی درآمد که درصدد سرنگونی رژیم شگون‌سالاری توکوگاوا بودند. وقتی این استقرار مجدد برقرار شد، امپراتور دوباره پیشوای ملت ژاپن شد.
هرچند مبنای چندان محکمی برای این فکر که امپراتور همواره بر ملت فرمان رانده‌است، وجود نداشت، اولین مادهٔ قانون اساسی جدید اظهار می‌کرد که خاندان سلطنتی از آغاز زمان بر ژاپن حکومت کرده‌است و سومین مادهٔ آن هم مدعی تقدس و غیرقابل سرپیچی بودن شخص امپراتور بود. بنیانگذاران ژاپن جدید از ساختن تصنعی تاریخ بسیار خشنود بودند و لذا تلاش می‌کردند تا ذهن افراد را بنابر مقاصد خویش قالب‌بندی کنند. هدف آن‌ها تأسیس یک کشور بر پایهٔ پرستش الهه خورشید و ایجاد شینتوی شوونیستی (میهن‌شیفتگی) افراطی و به غایت ملی‌گرایانه بود. واژه‌ای که برای توصیف این ایده به کار گرفته می‌شد، کوکوتای بود که ترجمهٔ آزاد آن ساختار ملی است. پرستش امپراتور اصل محوری این ساختار ملی جدید بود و فرمان امپراتوری صادره در سال ۱۸۹۰ میلادی در موضوع آموزش، به مثابهٔ متن مقدسی بود که توجیهات اخلاقی امپراتورپرستی را به دست می‌داد. امپراتورپرستی، در افراطی‌ترین معنای خود به این باور همگانی انجامید که رئیس ملت ژاپن به حکم الهی حاکم و فرمانروای همهٔ کائنات است. این دیدگاه را آژانس‌های تبلیغاتی دولتی رسماً ترویج می‌کردند که ملت ژاپن به حکم الهی برای حکومت بر جهان انتخاب شده‌است. این دیدگاه در درجات مختلف نه تنها در تعالیم سرسپردگان شینتوی حکومتی، و بلکه تمام مکاتب شینتویی و حتی تا حدودی کل ملت ژاپن و از آن جمله سایر تشکل‌های دینی وارد شد.